# Štěchovice (okres Strakonice)
Štěchovice jsou obec v okrese Strakonice v Jihočeském kraji. Leží zhruba deset kilometrů západně od Strakonic. Obcí protéká Novosedelský potok a probíhá jí silnice II/172 (Katovice–Strašín). Žije zde 198 obyvatel.
Obec se nedělí na jednotlivé části. Její součástí jsou osady Nové Dvory (severozápadně), Lipnice a Dřetiny (jihovýchodně).

## Historie
První písemná zmínka o obci pochází z roku 1408.

## Obyvatelstvo
| Rok            | 1869 | 1880 | 1890 | 1900 | 1910 | 1921 | 1930 | 1950 | 1961 | 1970 | 1980 | 1991 | 2001 | 2011 | 2021 |
| -------------- | ---- | ---- | ---- | ---- | ---- | ---- | ---- | ---- | ---- | ---- | ---- | ---- | ---- | ---- | ---- |
| Počet obyvatel | 534  | 600  | 471  | 470  | 467  | 450  | 411  | 306  | 305  | 246  | 251  | 215  | 223  | 218  | 190  |
| Počet domů     | 72   | 81   | 76   | 80   | 79   | 77   | 80   | 82   | 80   | 73   | 66   | 80   | 86   | 94   | 94   |

## Obecní správa
Mezi lety 1850–1976 byly Štěchovice obcí v okrese Strakonice. Od 1. dubna 1976 do 23. listopadu 1990 patřily jako část obce k Volenicím a od 24. listopadu 1990 jsou opět samostatnou obcí.

## Pamětihodnosti
- Kaple svatého Jana Nepomuckého na návsi
- Kontribuční sýpka na návsi
- Část areálu usedlosti čp. 40
- Východně od vesnice se nachází tvrziště Krčohrad, které je pozůstatkem tvrze z přelomu čtrnáctého a patnáctého století.[7]